# Campini Caproni CC.2
Caproni Campini C.C.2 (N.1) – dwuosobowy odrzutowy samolot doświadczalny produkcji włoskiej z okresu II wojny światowej.

## Historia konstrukcji
Samolot Caproni Campini N1 powstał w wyniku podjętej pod koniec lat trzydziestych XX wieku współpracy firmy lotniczej Caproni z niewielkim przedsiębiorstwem Campini Velivoli e Navali e Reazione, którego założycielem był inżynier i wynalazca Secondo Campini. Współpraca tych dwóch zakładów lotniczych zaowocowała zbudowaniem w 1939 roku w Taliedo pod Mediolanem dwóch latających egzemplarzy samolotu doświadczalnego C.C.2, których napęd stanowił silnik odrzutowy o zasadzie działania podobnej do konstrukcji zastosowanej przez Henriego Coandă w samolocie Coandă 1910.

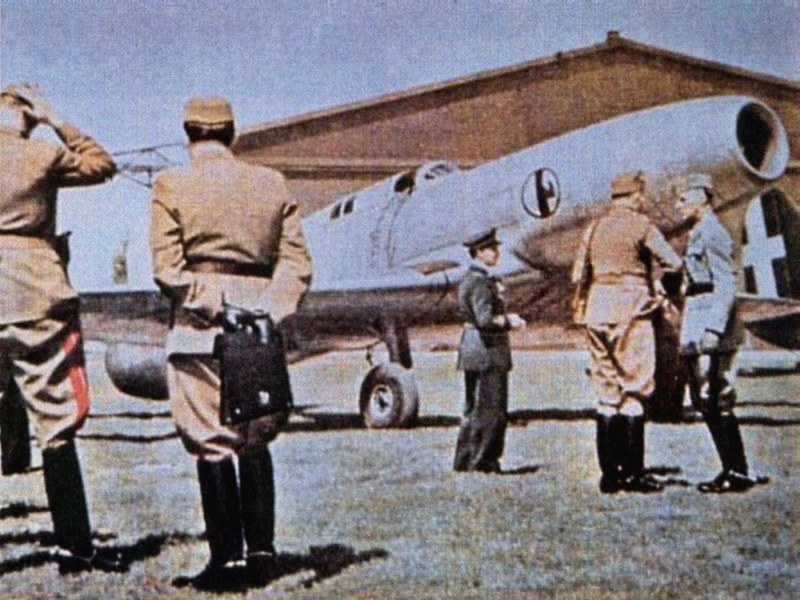
Campini Caproni CC.2 na lotnisku

Pierwszy lot samolotu Caproni Campini N1 odbył się 27 sierpnia 1940 roku w Taliedo. Oblataną jako pierwsza maszyną był drugi prototyp o numerze seryjnym C.C.2/4850. Pierwszy prototyp o numerze seryjnym C.C.2/4849 oblatano rok później 11 kwietnia 1941 roku. W sumie przeprowadzono kilkanaście prób w locie na obu maszynach, w tym tylko dwa loty na samolocie numer 4850. Pilotami doświadczalnymi byli kpt. Mario de Bernardi (od 1940) i kpt. Giovani Pedace (od 1941). Prace badawcze nad samolotem C.C.2 zostały przerwane w 1942 roku w związku z niezadowalającymi osiągami samolotu oraz w związku z informacjami o wynikach prac niemieckich konstruktorów nad doskonalszymi silnikami turboodrzutowymi ze sprężarką osiową.
Z dwóch latających egzemplarzy samolotu Caproni Campini N1 II wojnę światową przetrwał tylko prototyp C.C.2/4850. Po wojnie zdobyty przez wojska brytyjskie był badany w Farnborough. W 1948 roku został zwrócony Włochom i był eksponowany w Muzeum Nauki i Techniki w Mediolanie. Aktualnie znajduje się w zbiorach Museo Storico Dell'Aeronautica Militare Italiana w Vigna di Valle pod Rzymem. W Mediolanie natomiast w Museo Nazionale della Scienza e della Tecnologia przechowywany jest kadłub Caproni Campini N1 wraz z silnikiem, który służył do badań statycznych.

## Konstrukcja

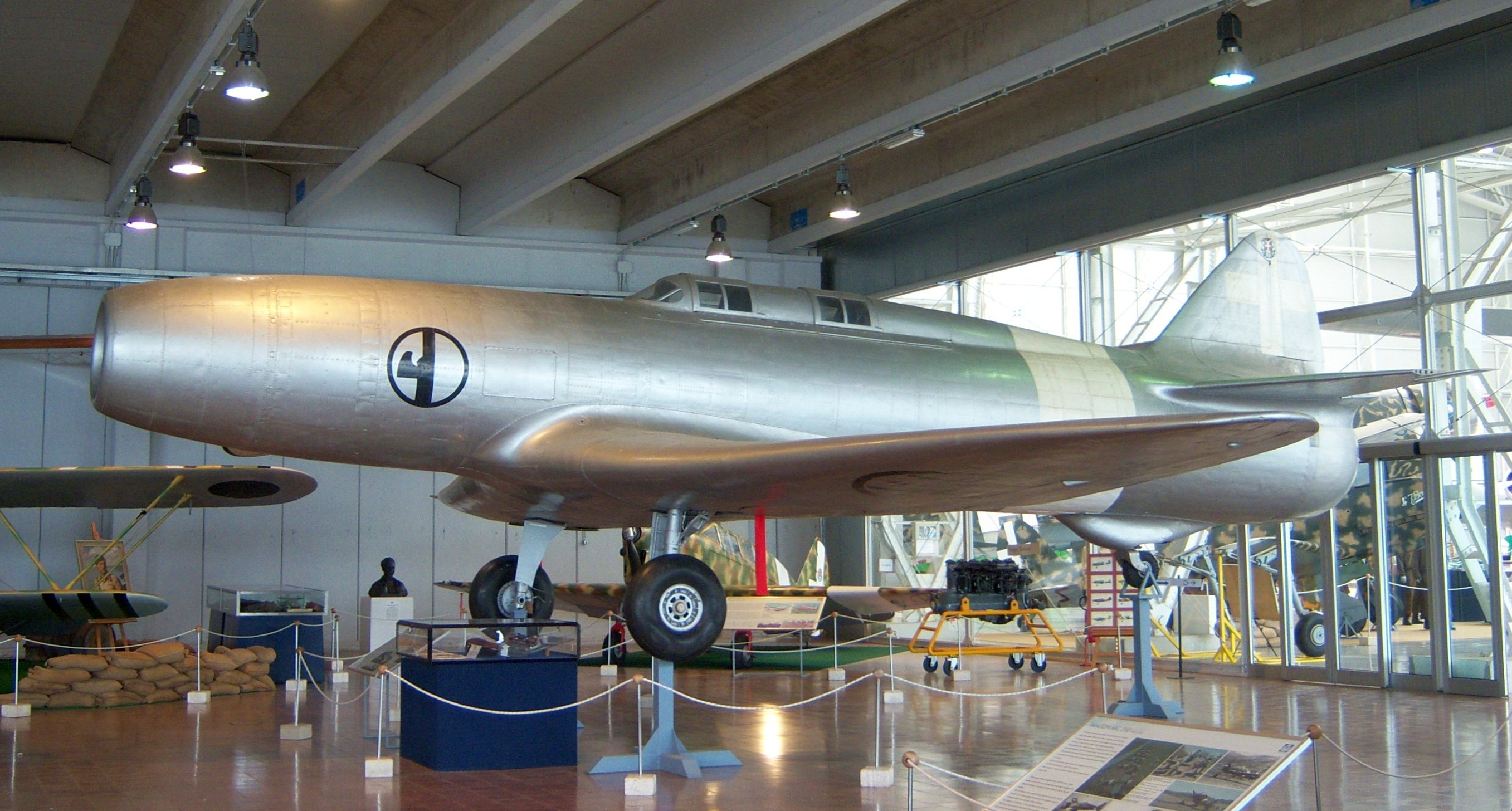
Campini Caproni CC.2 w Muzeum Włoskich Sił Powietrznych, Vigna di Valle

Samolot konstrukcji całkowicie metalowej z trójkołowym podwoziem wciąganym w locie. Dolnopłat zbudowany w formie długiej rury silnikowej z doczepioną na grzbiecie dwuosobową kabiną pilotów w układzie tandem.
W samolocie zastosowano silnik Campiniego tzw. motorjet. Bazował on na zainstalowanym w przedniej jego części silniku tłokowym w układzie widlastym Isotta Fraschini L.121/R.C.40 o mocy 670 kW, który napędzał trzystopniowy osiowy wentylator, który z kolei sprężał powietrze jednocześnie je tłocząc do komory spalania, gdzie pod ciśnieniem mieszało się ono z olejem napędowym i wybuchało. Wysoka temperatura powodowała rozszerzenie gazu który wydostając się z silnika napędzał samolot na zasadzie odrzutu. Regulacja siły ciągu i przyśpieszenie odbywało się za pomocą umieszczonego w dyszy wylotowej stożka.